# Municipalità distrettuale di Pixley ka Seme
La municipalità distrettuale di Pixley ka Seme (in inglese Pixley ka Seme District Municipality) è un distretto della  provincia del Capo Settentrionale e il suo codice di distretto è DC07.
La sede amministrativa e legislativa è la città di De Aar e il suo territorio si estende su una superficie di 102.765 km².
In base al censimento del 2001 la sua popolazione è di 164.607 abitanti.

## Geografia fisica

### Confini
La municipalità distrettuale di Pixley ka Seme confina a nord e a ovest con quella di Siyanda, a nord con quella di Frances Baard, a est con quelle di Lejweleputswa, Xhariep (Free State) e Ukhahlamba (Provincia del Capo Orientale), a sud con quelle di Chris Hani, Cacadu (Provincia del Capo Orientale) e Central Karoo (Provincia del Capo Occidentale) e a ovest con quella di Namakwa.

### Suddivisione amministrativa
Il distretto è suddiviso in 8 municipalità locali:
- Ubuntu
- Umsombomvu
- Emthanjeni
- Kareeberg
- Renosterberg
- Thembelihle
- Siyathemba
- Siyancuma